# Seasat
Seasat fue el primer satélite diseñado para observar los océanos terrestres y tiene a bordo el primer radar de apertura sintética (SAR) puesto en órbita. La misión fue diseñada para demostrar la viabilidad de monitorizar fenómenos oceanográficos por satélite y ayudar a determinar los requisitos de un sistema de control por satélite de los océanos operativo.
Los objetivos específicos fueron obtener datos de los vientos marinos, temperaturas, altura de las olas, olas internas, agua atmosférica, hielo y topografía oceánica. El Seasat estuvo controlado por la NASA y se lanzó el 28 de junio de 1978 a una órbita circular de 800 kilómetros de diámetro con una inclinación de 108°. Estuvo operativo durante 105 días hasta el 10 de octubre de 1978, cuando un cortocircuito en el sistema eléctrico terminó con la misión
El Seasat llevó cinco elementos diseñados para obtener la máxima información sobre los océanos:
1. Altímetro por radar para medir la altura del satélite.
2. Escáner de microondas para medir velocidad y dirección del viento.
3. Sensores multicanal de microondas para medir la temperatura del mar.
4. Sensores de luz visible e infrarroja para identificar nubes, tierra y agua.
5. Radar de apertura sintética (SAR) de banda-L, polarización HH, con ángulo fijo de visión para monitorizar las ondas de la superficie y las condiciones del hielo polar.

Muchas misiones posteriores han sido posibles gracias al legado del Seasat. Esto incluye radares incorporados a los transbordadores espaciales, al igual que satélites como el TOPEX/Poseidon, NSCAT, QuikSCAT y Jason 1.